# Formica orbata
Formica orbata är en myrart som beskrevs av Oswald Heer 1850. Formica orbata ingår i släktet Formica och familjen myror. Inga underarter finns listade i Catalogue of Life.